# Autorità di bacino regionale della Calabria
L'Autorità di bacino regionale della Calabria è una delle Autorità della Regione Calabria che opera nel settore della difesa del suolo.
È un ente pubblico economico che gestisce i bacini idrografici della regione.
La sede amministrativa è a Catanzaro.